# Oktagon
Fondé en 1996 par Carlo Di Blasi, Oktagon est un tournoi international d'arts martiaux, qui se déroule au nord de l'Italie. 
Dans sa formule initiale, huit athlètes de huit différentes disciplines martiales, étaient confrontés .
Les tournois annuels Oktagon, qui attirent 14 000 spectateurs, sont retransmis sur les chaînes de télévision Italia1, DMAX et Rai Sport et dans 120 pays. Jusqu'en 2015 (la 20e édition), les tournois ont eu lieu au Mediolanum Forum à Assago, près de Milan. En 2016, il a été annoncé que le lieu du tournoi se déplacerait à Pala Alpitour à Turin, et se tiendrait conjointement avec l'organisation de promotion du MMA américain Bellator,,,.
Les athlètes mondiaux les plus importants de sports de combat ont participé aux tournois Oktagon. Ont ainsi participé : Rob Kaman, Andre Mannaart, Paolo Biotti, Ramon Dekkers, Giorgio Perreca, André Panza, Giorgio Petrosyan, Andy Souwer, Sitthichai Sitsongpeenong, Sak Kaoponlek, Artur Kyshenko, Pedro Rizzo, Valentijn Overeem, Dzhabar Askerov, Cosmo Alexandre, Karapet Karapetyan, Rico Verhoeven, Artëm Levin, Sahak Parparyan, Davit Kiria, Robin Van Roosmalen, Murthel Groenhart, Armen Petrosyan, Pavel Zhuravlev, Paul Daley, Giorgio Petrosyan et son frère Armen Petrosyan.